# Jasmine Thompson

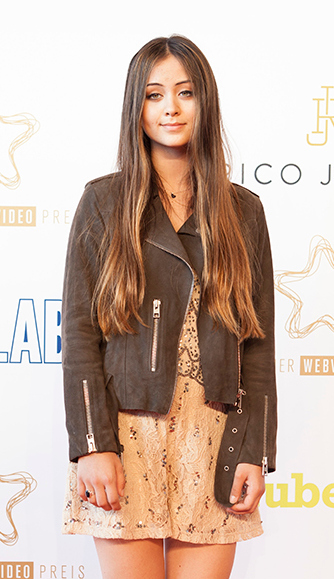
Jasmine Thompson (2015)

Jasmine Ying Thompson (* 8. November 2000 in London) ist eine britische Sängerin und Webvideoproduzentin, die durch ihre YouTube-Videos populär wurde. Die Multiinstrumentalistin interpretiert vornehmlich Coverversionen bekannter Hits. Populär wurde sie mit einer Interpretation von Chaka Khans Ain’t Nobody.

## Leben und Werdegang

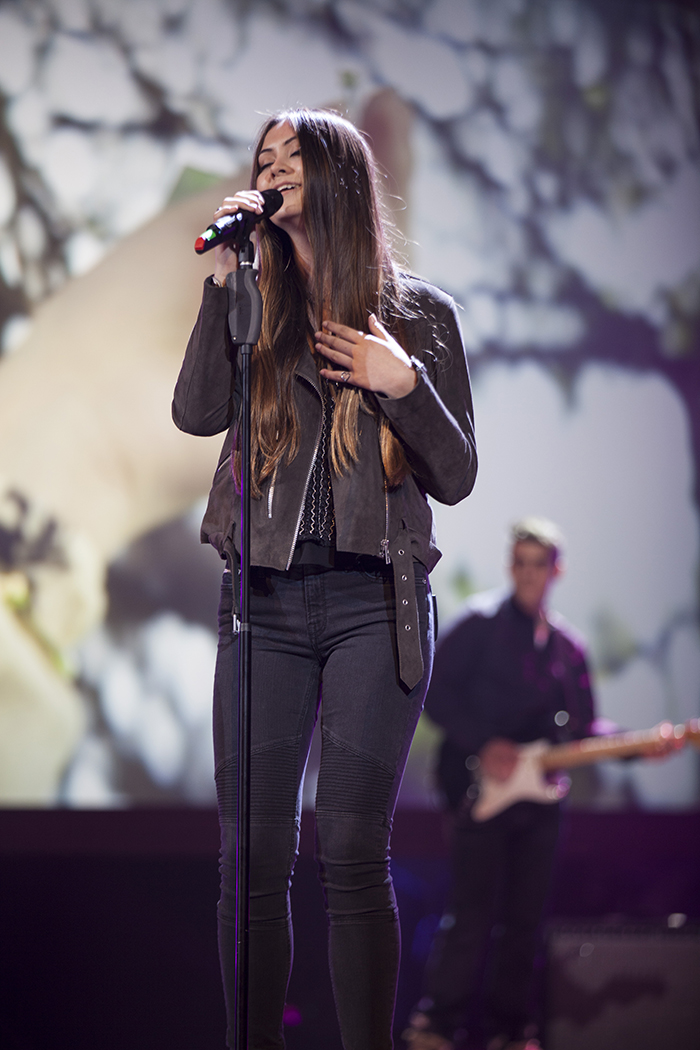
Auftritt Thompsons beim Deutschen Webvideopreis (2015)

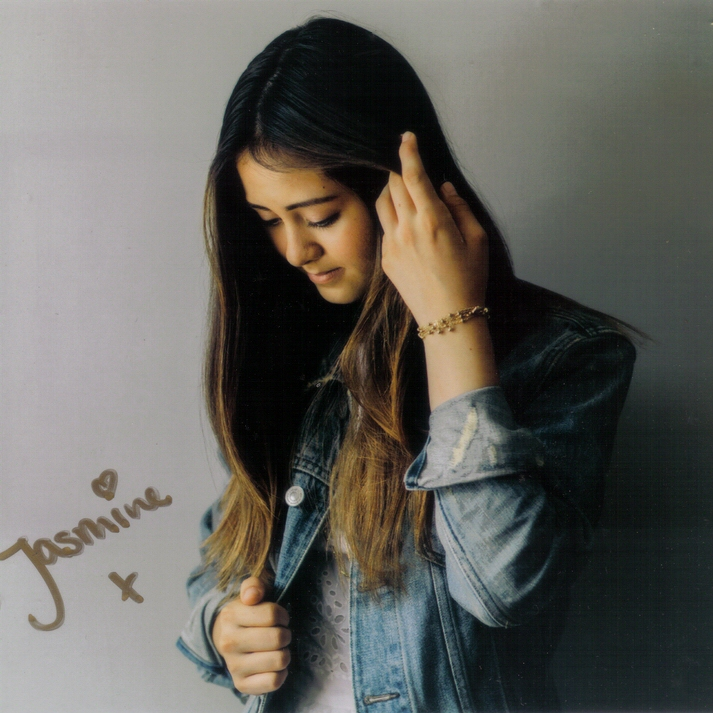
Autogrammkarte von Jasmine Thompson

Jasmine Thompson ist die Tochter einer chinesischen Mutter und eines englischen Vaters.
Jasmine Thompson gründete im Alter von zehn Jahren den YouTube-Kanal TantrumJas, auf dem sie Tanzvideos und Coverversionen anderer Künstler präsentierte. Ihr Kanal wurde sehr populär und hat heute über 3 Millionen Abonnenten. Ihr erster großer Hit auf YouTube war eine Coverversion der Single La La La von Naughty Boy. Es folgte Everything Has Changed von Taylor Swift als Duett mit Gerald Ko, Let Her Go von Passenger sowie David Guettas Titanium. Im September 2013 erschien ihr Debütalbum Bundle of Tantrums als Eigenproduktion, gefolgt von der Extended Play Under the Willow Tree. Die Single Ain’t Nobody, ein Cover von Chaka Khan, erreichte Platz 32 der britischen Charts. Das Lied wurde in einem Werbespot der Supermarktkette Sainsbury’s verwendet.
Im Juli 2014 war Jasmine Thompson Vorgruppe für Cody Simpson auf dessen UK-Akustik-Tour. Im September folgte ein Cover von R.E.M.s Everybody Hurts, das in einem Trailer für die Serie EastEnders verwendet wurde. Ende 2014 erschien Sun Goes Down auf Robin Schulz’ Album Prayer. Mit Schulz zusammen trat sie in einer Ausgabe der ultimativen Chartshow auf.
2015 erschien Ain’t Nobody erneut im Remix vom deutschen DJ Felix Jaehn. Die Single erreichte die Chartspitze in Deutschland und Österreich sowie Top-10-Platzierungen in der Schweiz und dem Vereinigten Königreich. In Deutschland avancierte das Stück zum Millionenseller, womit es zu den meistverkauften Singles in Deutschland zählt. Ebenso veröffentlichte sie 2015 ihre eigene Single Adore. Thompson geht seit 2015 nicht mehr zur Schule und wird von Privatlehrern unterrichtet.
Im Jahr 2016 coverte Thompson das Schlusslied Mad World der Band Tears for Fears in dem französischen Sci-Fi/Action-Film „Ares – Der letzte seiner Art“.

## Musikstil
Jasmine Thompson tritt als Pianistin, Gitarristin, Tänzerin, Sängerin und Schauspielerin auf. Ihre Stimme wird als für ihr junges Alter sehr klar und zart, aber bei Bedarf auch rauchig beschrieben.

## Diskografie

### Studioalben
- 2013: Bundle of Tantrums
- 2014: Another Bundle of Tantrums

### EPs
- 2013: Under the Willow Tree
- 2014: Take Cover
- 2015: Adore
- 2017: Wonderland
- 2019: Colour

### Singles als Leadmusikerin
| Jahr | Titel Album    | Höchstplatzierung, Gesamtwochen, AuszeichnungChartplatzierungen (Jahr, Titel, Album, Platzierungen, Wochen, Auszeichnungen, Anmerkungen) | Höchstplatzierung, Gesamtwochen, AuszeichnungChartplatzierungen (Jahr, Titel, Album, Platzierungen, Wochen, Auszeichnungen, Anmerkungen) | Höchstplatzierung, Gesamtwochen, AuszeichnungChartplatzierungen (Jahr, Titel, Album, Platzierungen, Wochen, Auszeichnungen, Anmerkungen) | Höchstplatzierung, Gesamtwochen, AuszeichnungChartplatzierungen (Jahr, Titel, Album, Platzierungen, Wochen, Auszeichnungen, Anmerkungen) | Anmerkungen                                  |
| Jahr | Titel Album    | DE | CH | UK | US | Anmerkungen                                  |
| ---- | -------------- | --- | --- | --- | --- | -------------------------------------------- |
| 2013 | Ain’t Nobody – | — | — | UK32 (5 Wo.)UK | — | Erstveröffentlichung: 5. Oktober 2013        |
| 2015 | Adore          | DE91 (2 Wo.)DE | CH39 (6 Wo.)CH | — | — | Erstveröffentlichung: 19. Juni 2015          |
| 2020 | Funny –        | DE— aDE | — | — | US— GoldUS | Erstveröffentlichung: 17. Juli 2020 mit Zedd |

Weitere Singles
- 2013: Run
- 2014: Drop Your Guard
- 2015: Do It Now
- 2015: Great Escape
- 2015: Like I’m Gonna Lose You (UK: Silber)
- 2016: Fast Car
- 2016: Where We Belong (Hugel & Jasmine Thompson)
- 2017: Mad World
- 2017: Rise Up (mit Thomas Jack)
- 2017: Wonderland
- 2018: Lonely Together
- 2019: Loyal
- 2019: Take Care
- 2019: More

### Singles als Gastmusikerin
| Jahr | Titel Album                                       | Höchstplatzierung, Gesamtwochen, AuszeichnungChartplatzierungen (Jahr, Titel, Album, Platzierungen, Wochen, Auszeichnungen, Anmerkungen) | Höchstplatzierung, Gesamtwochen, AuszeichnungChartplatzierungen (Jahr, Titel, Album, Platzierungen, Wochen, Auszeichnungen, Anmerkungen) | Höchstplatzierung, Gesamtwochen, AuszeichnungChartplatzierungen (Jahr, Titel, Album, Platzierungen, Wochen, Auszeichnungen, Anmerkungen) | Höchstplatzierung, Gesamtwochen, AuszeichnungChartplatzierungen (Jahr, Titel, Album, Platzierungen, Wochen, Auszeichnungen, Anmerkungen) | Höchstplatzierung, Gesamtwochen, AuszeichnungChartplatzierungen (Jahr, Titel, Album, Platzierungen, Wochen, Auszeichnungen, Anmerkungen) | Anmerkungen                                                                                             |
| Jahr | Titel Album                                       | DE | AT | CH | UK | US | Anmerkungen                                                                                             |
| ---- | ------------------------------------------------- | --- | --- | --- | --- | --- | --- |
| 2014 | Sun Goes Down Prayer                              | DE2 ×3Dreifachgold · (50 Wo.)DE | AT3 Gold · (29 Wo.)AT | CH3 Platin · (35 Wo.)CH | UK94 Silber · (1 Wo.)UK | — | Erstveröffentlichung: 15. September 2014 Verkäufe: + 1.185.500; Robin Schulz feat. Jasmine Thompson     |
| 2015 | Ain’t Nobody (Loves Me Better) Felix Jaehn EP / I | DE1 Diamant · (56 Wo.)DE | AT1 ×2Doppelplatin · (39 Wo.)AT | CH5 Platin · (46 Wo.)CH | UK2 Platin · (26 Wo.)UK | US— GoldUS | Erstveröffentlichung: 3. April 2015 Verkäufe: + 3.655.000; Felix Jaehn feat. Jasmine Thompson           |
| 2016 | Steady 1234 –                                     | DE9 Gold · (17 Wo.)DE | AT22 (10 Wo.)AT | — | — | — | Erstveröffentlichung: 30. September 2016 Verkäufe: + 200.000; Vice feat. Jasmine Thompson & Skizzy Mars |

Weitere Gastbeiträge
- 2015: Unfinished Sympathy (The Six feat. Jasmine Thompson)
- 2021: Love Is Just a Word (mit Calum Scott)

## Auszeichnungen für Musikverkäufe
| Goldene Schallplatte - Dänemark - 2024: für die Single Sun Goes Down - Frankreich - 2015: für die Single Ain’t Nobody (Loves Me Better) - Italien - 2015: für die Single Sun Goes Down - 2017: für die Single Mad World - Kanada - 2021: für die Single Sun Goes Down - Mexiko - 2015: für die Single Sun Goes Down - 2016: für die Single Ain’t Nobody (Loves Me Better) - Neuseeland - 2016: für die Single Sun Goes Down - Österreich - 2015: für die Single Sun Goes Down - 2015: für die Single Ain’t Nobody (Loves Me Better) - Polen - 2016: für die Single Adore Platin-Schallplatte - Australien - 2015: für die Single Sun Goes Down - Belgien - 2016: für die Single Ain’t Nobody (Loves Me Better) - Frankreich - 2022: für die Single Mad World - Italien - 2016: für die Single Adore - Norwegen - 2015: für die Single Sun Goes Down - Spanien - 2025: für die Single Sun Goes Down | 2× Platin-Schallplatte - Brasilien - 2024: für die Single Ain’t Nobody - Dänemark - 2018: für die Single Ain’t Nobody (Loves Me Better) - Kanada - 2023: für die Single Ain’t Nobody (Loves Me Better) - Neuseeland - 2024: für die Single Ain’t Nobody (Loves Me Better) - Spanien - 2018: für die Single Ain’t Nobody (Loves Me Better) 3× Platin-Schallplatte - Australien - 2023: für die Single Ain’t Nobody (Loves Me Better) - Italien - 2018: für die Single Ain’t Nobody (Loves Me Better) 4× Platin-Schallplatte - Polen - 2021: für die Single Ain’t Nobody (Loves Me Better) 5× Platin-Schallplatte - Niederlande - 2015: für die Single Ain’t Nobody (Loves Me Better) - Schweden - 2016: für die Single Ain’t Nobody (Loves Me Better) |

Anmerkung: Auszeichnungen in Ländern aus den Charttabellen bzw. Chartboxen sind in ebendiesen zu finden.
| Land/RegionAuszeichnungen für Musikverkäufe (Land/Region, Auszeichnungen, Verkäufe, Quellen) | Silber     | Gold       | Platin       | Diamant  | Verkäufe  | Quellen              |
| -------------------------------------------------------------------------------------------- | ---------- | ---------- | ------------ | -------- | --------- | -------------------- |
| Australien (ARIA)                                                                            | —          | —          | 4× Platin4   | —        | 280.000   | aria.com.au          |
| Belgien (BRMA)                                                                               | —          | —          | Platin1      | —        | 30.000    | ultratop.be          |
| Brasilien (PMB)                                                                              | —          | —          | 2× Platin2   | —        | 120.000   | pro-musicabr.org.br  |
| Dänemark (IFPI)                                                                              | —          | Gold1      | 2× Platin2   | —        | 165.000   | ifpi.dk              |
| Deutschland (BVMI)                                                                           | —          | 2× Gold2   | Platin1      | Diamant1 | 1.800.000 | musikindustrie.de    |
| Frankreich (SNEP)                                                                            | —          | Gold1      | Platin1      | —        | 298.000   | snepmusique.com      |
| Italien (FIMI)                                                                               | —          | 2× Gold2   | 4× Platin4   | —        | 250.000   | fimi.it              |
| Kanada (MC)                                                                                  | —          | Gold1      | 2× Platin2   | —        | 200.000   | musiccanada.com CA2  |
| Mexiko (AMPROFON)                                                                            | —          | 2× Gold2   | —            | —        | 60.000    | amprofon.com.mx      |
| Neuseeland (RMNZ)                                                                            | —          | Gold1      | 2× Platin2   | —        | 67.500    | radioscope.co.nz     |
| Niederlande (NVPI)                                                                           | —          | —          | 5× Platin5   | —        | 150.000   | nvpi.nl              |
| Norwegen (IFPI)                                                                              | —          | —          | Platin1      | —        | 40.000    | ifpi.no              |
| Österreich (IFPI)                                                                            | —          | Gold1      | 2× Platin2   | —        | 75.000    | ifpi.at              |
| Polen (ZPAV)                                                                                 | —          | Gold1      | 4× Platin4   | —        | 90.000    | olis.pl              |
| Schweden (IFPI)                                                                              | —          | —          | 5× Platin5   | —        | 200.000   | sverigetopplistan.se |
| Schweiz (IFPI)                                                                               | —          | —          | Platin1      | —        | 30.000    | hitparade.ch         |
| Spanien (Promusicae)                                                                         | —          | —          | 3× Platin3   | —        | 140.000   | elportaldemusica.es  |
| Vereinigte Staaten (RIAA)                                                                    | —          | 2× Gold2   | —            | —        | 1.000.000 | riaa.com             |
| Vereinigtes Königreich (BPI)                                                                 | 2× Silber2 | —          | Platin1      | —        | 1.000.000 | bpi.co.uk            |
| Insgesamt                                                                                    | 2× Silber2 | 14× Gold14 | 41× Platin41 | Diamant1 |           |                      |

## Musikvideos (Auswahl)
- 2013: Ain’t Nobody
- 2014: Sun Goes Down (mit Robin Schulz)
- 2015: Ain’t Nobody (Loves Me Better) (mit Felix Jaehn)
- 2015: Adore
- 2015: Do It Now
- 2015: Great Escape
- 2019: Loyal
- 2019: Some People